# پاز د ریو
پاز د ریو (انگلیسی: Paz de Río) نام یک منطقه مسکونی در کلمبیا است.